# Johan Dennelind
Johan Eric Dennelind,  född 1969, är en svensk affärsman, VD och koncernchef sedan april 2016 för Telia Company.  
Han har en magisterexamen i företagsekonomi från Örebro universitet.  
Dennelind startade på Televerket som trainee 1990. 
Han var VD för Teliasonera från 2013 till 2016.   
Dannelind meddelade i augusti 2019 att han sagt upp sig som VD och koncernchef med 12 månaders uppsägningstid och kommer att lämna sin tjänst under 2020. Den 11 september 2019 fick Dennelind, i förtid, gå på dagen för att ersättas av finanschefen Christian Luiga som tillförordnad. Han kommer att tillträda posten som VD för telebolaget Du (Emirates Integrated Telecommunications Co) i Förenade Arabemiraten 
Dennelind är gift och har barn. 